# Mario Bautista
Mario Alberto Bautista (Winnemucca, Nevada, 1 de julio de 1993) es un artista marcial mixto estadounidense que compite en la división de peso gallo de Ultimate Fighting Championship. Actualmente está en la posición #8 del ranking de peso gallo de UFC.

## Primeros años
Nació en la CDMX, desde sus primeros años hasta la actualidad ha vivido rodeado de la música, es hijo de la cantante Gloria Gil, miembro del grupo musical Hermanas Gil y primo de la cantante Fey, mientras su papá era un promotor musical en la misma Ciudad de México.

## Carrera de artes marciales mixtas

### Carrera temprana
Bautista luchó en varias promociones como Tachi Palace Fights, y Combate Americas, en el circuito regional de Arizona y California y acumuló un récord de 6-0 antes de firmar por UFC.

### Ultimate Fighting Championship

#### 2019
En su debut en la UFC, Bautista enfrentó a Cory Sandhagen, reemplazando al lesionado John Lineker, el 19 de enero de 2019, en UFC Fight Night: Cejudo vs. Dillashaw. Perdió el combate por sumisión en el primer asalto.
Bautista se enfrentó a Jin Soo Son el 20 de julio de 2019 en UFC on ESPN: dos Anjos vs. Edwards. Ganó el combate por decisión unánime.

#### 2020
El 8 de febrero de 2020, Bautista se enfrentó a Miles Johns en UFC 247. Ganó el combate por nocaut técnico en el segundo asalto. Esta victoria le valió el premio a la Actuación de la Noche.

#### 2021
Bautista se enfrentó a Trevin Jones, en sustitución de Randy Costa, el 6 de marzo de 2021 en UFC 259. Perdió el combate por nocaut técnico en el segundo asalto.
Bautista estaba programado para enfrentar a Guido Cannetti el 28 de agosto de 2021, en UFC on ESPN 30. Sin embargo, Bautista dio positivo por COVID-19 y fue retirado de la cartelera.

#### 2022
Bautista estaba programado para enfrentar a Khalid Taha el 19 de febrero de 2022, en UFC Fight Night 201. Sin embargo, Taha se retiró de la pelea por razones no reveladas y fue reemplazado por el debutante Jay Perrin. Bautista ganó la pelea por decisión unánime.
Bautista enfrentó a Brian Kelleher el 25 de junio de 2022, en UFC on ESPN 38. Ganó la pelea por sumisión (rear-naked choke) en el primer asalto.
Bautista enfrentó a Benito Lopez el 5 de noviembre de 2022, en UFC Fight Night 214. En el pesaje, Lopez pesó 138.5 libras, dos libras y media sobre el límite de peso gallo. Lopez fue multado con el 20% de su bolsa que fue hacía Bautista. Ganó la pelea por sumisión (reverse triangle armbar) en el primer asalto. Esta victoria lo hizo merecedor de su segundo premio de Actuación de la Noche.

#### 2023
La pelea entre Bautista y Guido Cannetti fue reprogramada para el 11 de marzo de 2023, en UFC Fight Night 221. Ganó la pelea por sumisión (rear-naked choke) en el primer asalto.
Bautista estaba programado para enfrentar a Cody Garbrandt el 19 de agosto de 2023, en UFC 292. Sin embargo, Garbrandt se retiró de la pelea una semana antes del evento por una lesión, y fue reemplazado por  Da'Mon Blackshear, que había peleado la semana anterior en UFC on ESPN 50. Bautista ganó la pelea por decisión unánime.

#### 2024
Bautista enfrentó a Ricky Simón el 13 de enero de 2024, en UFC Fight Night 234. Ganó la pelea por decisión unánime.
Bautista está programado para enfrentar al ex-Campeón Mundial de Peso Pluma de UFC José Aldo el 5 de octubre de 2024, en UFC 307.

## Campeonatos y logros

### Artes marciales mixtas
- Ultimate Fighting Championship
  - Actuación de la Noche (Dos veces) vs. Miles Johns y Benito Lopez[10][24]

## Récord en artes marciales mixtas
| Récord profesional | Récord profesional | Récord profesional |
| 18 peleas          | 16 victorias       | 2 derrotas         |
| ------------------ | ------------------ | ------------------ |
| Nocaut             | 3                  | 1                  |
| Sumisión           | 6                  | 1                  |
| Decisión           | 7                  | 0                  |

| Resultado | Récord | Oponente                | Método                                     | Evento                                 | Fecha                    | Ronda | Tiempo | Localización            | Notas                   |
| --------- | ------ | ----------------------- | ------------------------------------------ | -------------------------------------- | ------------------------ | ----- | ------ | ----------------------- | ----------------------- |
| Victoria  | 16-2   | Patchy Mix              | Decisión (unánime)                         | UFC 316                                | 7 de junio de 2025       | 3     | 5:00   | Nueva Jersey            |                         |
| Victoria  | 15–2   | José Aldo               | Decisión (dividida)                        | UFC 307                                | 5 de octubre de 2024     | 3     | 5:00   | Salt Lake City, Utah    |                         |
| Victoria  | 14–2   | Ricky Simón             | Decisión (unánime)                         | UFC Fight Night: Ankalaev vs. Walker 2 | 13 de enero de 2024      | 3     | 5:00   | Las Vegas, Nevada       |                         |
| Victoria  | 13–2   | Da'Mon Blackshear       | Decisión (unánime)                         | UFC 292                                | 19 de agosto de 2023     | 3     | 5:00   | Boston, Massachusetts   |                         |
| Victoria  | 12–2   | Guido Cannetti          | Sumisión (rear-naked choke)                | UFC Fight Night: Yan vs. Dvalishvili   | 11 de marzo de 2023      | 1     | 3:18   | Las Vegas, Nevada       |                         |
| Victoria  | 11–2   | Benito Lopez            | Submission (reverse triangle armbar)       | UFC Fight Night: Rodriguez vs. Lemos   | 5 de noviembre de 2022   | 1     | 4:54   | Las Vegas, Nevada       |                         |
| Victoria  | 10–2   | Brian Kelleher          | Sumisión (rear-naked choke)                | UFC on ESPN: Tsarukyan vs. Gamrot      | 25 de junio de 2022      | 1     | 2:27   | Las Vegas, Nevada       |                         |
| Victoria  | 9–2    | Jay Perrin              | Decisión (unánime)                         | UFC Fight Night: Walker vs. Hill       | 19 de febrero de 2022    | 3     | 5:00   | Las Vegas, Nevada       |                         |
| Derrota   | 8-2    | Trevin Jones            | TKO (puñetazos)                            | UFC 259                                | 6 de marzo de 2021       | 2     | 0:40   | Las Vegas, Nevada       |                         |
| Victoria  | 8-1    | Miles Johns             | TKO (rodillazo volador y puñetazos)        | UFC 247                                | 8 de febrero de 2020     | 2     | 1:41   | Houston, Texas          | Actuación de la Noche.  |
| Victoria  | 7-1    | Jin Soo Son             | Decisión (unánime)                         | UFC on ESPN: dos Anjos vs. Edwards     | 20 de julio de 2019      | 3     | 5:00   | San Antonio, Texas      | Pelea de la Noche.      |
| Derrota   | 6-1    | Cory Sandhagen          | Sumisión (barra de brazo)                  | UFC Fight Night: Cejudo vs. Dillashaw  | 19 de enero de 2019      | 1     | 3:31   | Brooklyn, Nueva York    |                         |
| Victoria  | 6-0    | Juan Pablo Gonzalez     | Decisión (unánime)                         | Combate Americas: Mexico vs. USA       | 13 de octubre de 2018    | 3     | 5:00   | Tucson, Arizona         |                         |
| Victoria  | 5-0    | A.J. Robb               | Sumisión (estrangulamiento por guillotina) | LFA 44                                 | 29 de junio de 2018      | 2     | 3:30   | Phoenix, Arizona        |                         |
| Victoria  | 4-0    | Raphael Montini de Lima | TKO (parada médica)                        | LFA 31                                 | 19 de enero de 2018      | 2     | 5:00   | Phoenix, Arizona        | Regreso al peso gallo.  |
| Victoria  | 3-0    | DeMarcus Brown          | Sumisión (estrangulamiento por detrás)     | Smash Global 6                         | 28 de septiembre de 2017 | 1     | 4:46   | Los Ángeles, California | Debut en el peso pluma. |
| Victoria  | 2-0    | Devon Chavez            | Sumisión (estrangulamiento D'Arce)         | Tachi Palace Fights 32                 | 3 de agosto de 2017      | 2     | 0:59   | Lemoore, California     |                         |
| Victoria  | 1-0    | Jesse Orta              | TKO (puñetazos)                            | Iron Boy MMA 6                         | 15 de mayo de 2017       | 1     | 1:28   | Phoenix, Arizona        | Debut en el peso gallo. |